# Kala (album)
Kala – drugi album brytyjskiej wokalistki M.I.A.

## Lista utworów
| #  | Tytuł                     | Producent               | Goście            | Czas |
| -- | ------------------------- | ----------------------- | ----------------- | ---- |
| 1  | "Bamboo Banga"            | M.I.A. i Switch         | -                 | 4:58 |
| 2  | "Bird Flu"                | M.I.A. (wraz ze Switch) | -                 | 3:24 |
| 3  | "Boyz"                    | M.I.A. i Switch         | -                 | 3:27 |
| 4  | "Jimmy"                   | M.I.A. i Switch         | -                 | 3:29 |
| 5  | "Hussel"                  | M.I.A., Switch, Diplo   | Afrikan Boy       | 4:25 |
| 6  | "Mango Pickle Down River" | M.I.A. i Morganics      | The Wilcannia Mob | 3:53 |
| 7  | "20 Dollar"               | Switch                  | -                 | 4:34 |
| 8  | "World Town"              | M.I.A. i Switch         | -                 | 3:53 |
| 9  | "The Turn"                | M.I.A. i Blaqstarr      | -                 | 3:52 |
| 10 | "XR2"                     | Diplo (wraz ze Switch)  | -                 | 4:20 |
| 11 | "Paper Planes"            | Diplo (wraz ze Switch)  |                   | 3:24 |
| 12 | "Come Around"             | Timbaland               | Timbaland         | 3:53 |

## Single
- 2007: "Boyz"
- 2007: "Jimmy"
- 2008: "Paper Planes"

## Sprzedaż
Krążek zadebiutował na 18. pozycji notowania U.S. Billboard 200 ze sprzedażą 29 000 kopii w pierwszym tygodniu od daty swojego wydania. Do dziś w Stanach Zjednoczonych zakupiono ponad 427 tysięcy egzemplarzy płyty. Album Kala był notowany w Wielkiej Brytanii, gdzie uplasował się na pozycji #39 w UK Top 40 Albums. Na świecie zakupiono
1,5 miliona kopii płyty.
| Chart (2007)                         | Peak position |
| ------------------------------------ | ------------- |
| Australian ARIA Albums Chart         | 46            |
| Austria Albums Chart                 | 74            |
| Belgium Albums Chart                 | 22            |
| Canadian Albums Chart                | 16            |
| European Top 100 Albums              | 74            |
| Finland Albums Chart                 | 38            |
| France Albums Chart                  | 117           |
| Irish Albums Chart                   | 22            |
| Japanese Oricon Albums Chart         | 23            |
| Netherlands Albums Chart             | 44            |
| Norwegian Albums Chart               | 22            |
| Swedish Albums Chart                 | 18            |
| Swiss Albums Chart                   | 74            |
| UK Albums Chart                      | 39            |
| U.S. Billboard 200                   | 18            |
| U.S. Billboard Top Electronic Albums | 1             |
| U.S. Billboard Top Rap Albums        | 8             |